# Luigi Poletti (mathématicien)
Pour les articles homonymes, voir Luigi Poletti et Poletti.
Luigi Poletti (Pontremoli, 31 décembre 1864-10 mars 1967), est un poète et mathématicien italien.